# He (powiat)
He (chiń. upr. 和县; chiń. trad. 和縣; pinyin Hé Xiàn) – powiat w zachodniej części prefektury miejskiej Ma’anshan w prowincji Anhui w Chińskiej Republice Ludowej. Liczba mieszkańców powiatu, w 2010 roku, wynosiła 460 161. Na skutek reorganizacji z 2011 roku część ówczesnego miasta Juhao, jako powiaty Hanshan i He, zostało przyłączone do prefektury Ma’anshan.